# Podróż apostolska Jana Pawła II do Dominikany, na Bahamy i do Meksyku
1. podróż apostolska Jana Pawła II odbywała się od 25 stycznia do 1 lutego 1979 roku. Papież odwiedził Dominikanę, Meksyk i Bahamy. Była to pierwsza zagraniczna pielgrzymka Jana Pawła II.

## Przebieg pielgrzymki

### Dominikana
Rozpoczęła się ona 25 stycznia 1979 r. na rzymskim lotnisku Fiumicino. Stamtąd papież odleciał do Santo Domingo (Dominikana). Po wyjściu z samolotu Jan Paweł II ukląkł i pocałował ziemię. Stało się to zwyczajem w czasie wszystkich jego pielgrzymek. Przywitał go ówczesny prezydent Dominikany Antonio Guzmán Fernández. Po przywitaniu papież udał się do katedry zwiastowania Najświętszej Maryi Panny. Głównym punktem dnia była msza na placu Niepodległości w stolicy kraju. Następny dzień Jan Paweł II rozpoczął od mszy w katedrze Zwiastowania NMP dla duchowieństwa i osób zakonnych. Potem papież udał się na spotkanie z mieszkańcami najuboższej dzielnicy Santo Domingo, Los Minas, przed kościołem św. Wincentego. Tego samego dnia udał się do Meksyku.

### Meksyk
Najważniejszym punktem pielgrzymki było otwarcie III Konferencji Episkopatu Ameryki Łacińskiej w miejscowości Puebla. Wypracowano tam stanowisko potępiające „ucisk ze strony liberalnego kapitalizmu”. Głównym celem pobytu Jana Pawła II w Meksyku było zwrócenie uwagi na dramaty życiowe pokrzywdzonych przez społeczne nierówności, również dążenie do apolityczności Kościoła. Poruszone zostały również tematy duszpasterstwa rodzin i kryzysu powołań. Papież spotkał się w Oaxaca i Cuilapan de Guerrero z rdzenną ludnością kraju oraz kilkakrotnie z ludnością ze środowisk robotniczych. Ta pielgrzymka rozpoczęła długoletni spór papieża Polaka z teologią wyzwolenia. Jan Paweł II został w Meksyku przyjęty z entuzjazmem, wierni na trasach przejazdu wołali „Niech żyje Lolek”.

### Wyspy Bahama
Jan Paweł II odwiedził w czasie tej pielgrzymki także Wyspy Bahama. Był to krótki postój techniczny w nocy z 31 stycznia na 1 lutego. Na lotnisku przywitały go tłumy mieszkańców. W nocy odbyła się wspólna modlitwa na stadionie Queen Elizabeth Sports Center. Podczas spotkania papież wygłosił przemówienie, podczas którego nawiązał m.in. do niedawno uzyskanej przez to państwo niepodległości. 1 lutego odleciał do Rzymu.